# Gibraltar Bus Company

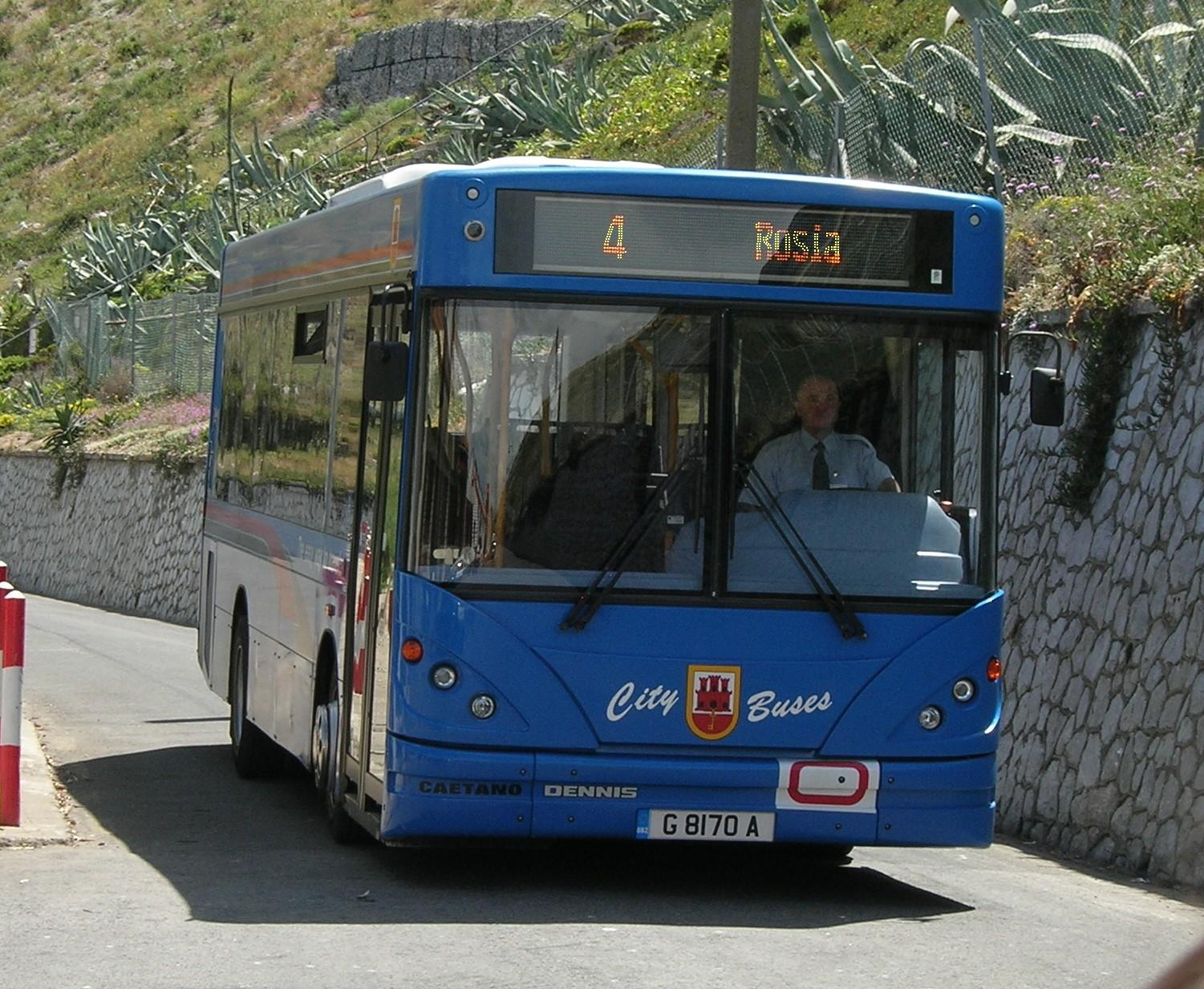
Un autobus sulla route 4 del "Both Worlds" a Sandy Bay, Gibilterra

La Gibraltar Bus Company è la compagnia di trasporti di Gibilterra (Regno Unito); gestisce cinque linee su sei di Gibilterra:
- Route 2: Da Referendum House Terminus a Willis's Road Terminus.
- Route 3: Da Air Terminal Terminusa Europa Point Terminus.
- Route 4: Da Rosia Terminus a Both Worlds Terminus.
- Route 9: Da Air Terminal Terminus a Market Place Terminus.